# Canzoni a due voci
Canzoni a due voci è un film italiano del 1953 diretto da Gianni Vernuccio.

## Trama
Torino. Il famoso baritono Tito Robbi è vittima di un attentato mentre sta cantando al teatro Carignano. Salvatosi per miracolo, Robbi cerca di capire chi possa volerlo morto, e chiede aiuto al suo amico Gino Bolla, avvocato e baritono per diletto. In breve i due scoprono che dal manicomio della città è appena fuggito un pazzo di nome Aldo Scheggi, che somiglia a Robbi come una goccia d'acqua.
Scheggi, proprio a causa della sua casuale somiglianza, si è convinto che Robbi gli abbia in qualche modo "rubato" la vita, sostituendosi a lui e godendo quindi di un successo che non merita: per questo è deciso ad ucciderlo a tutti i costi, arrivando persino ad introdursi in casa sua e facendo internare il vero Robbi al manicomio al posto suo. Dopo una serie di equivoci e scambi di persona, la polizia riesce ad acciuffare Scheggi, prima che possa compiere il delitto.